# Джеймс Крейг Адамсон
Джеймс Крейг Адамсон (англ. James Craig Adamson; нар. 3 березня 1946, Ворсо, штат Нью-Йорк, США) — астронавт США, здійснив два космічні польоти в експедиціях STS-28 в 1989 році у і STS-43 в 1991 року.

## Освіта
- 1969 — закінчив Військову Академію США (United States Military Academy) у Вест-Пойнті (англ. West Point) і здобув ступінь бакалавра наук в галузі інженерії.
- 1977 — в Принстонському університеті (Princeton University) здобув ступінь магістра наук з аерокосмічної техніки.
- Має ліцензію на роботу як інженер-консультант
- Має ліцензію комерційного пілота.

## Військова служба
- 1969 — початок служби в армії США у званні другого лейтенанта. За час служби пройшов підготовку як військовий пілот і парашутист-десантник, закінчив курси з виживання в горах і в арктичній зоні, початкові і вищі офіцерські курси, курси з ядерної зброї. Закінчив Командно-штабний коледж (Command and General Staff School) і Школу льотчиків-випробувачів військово-морських сил США (US Navy Test Pilot School).
- Як військовий льотчик-випробувач займався випробувальною роботою на авіабазі ВПС Едвардс (Edwards AFB), в Принстонському університеті, в Академії у Вест-Пойнті, на авіаційній станції ВМС Петьюксент Рівер (NAS Patuxent River) і в Х'юстоні.
- Брав участь у В'єтнамській війні, служив у «повітряної кавалерії» як пілот-розвідник, командир групи і керівник повітряних операцій.
- Служив у різних частинах у Форт-Блісс (Fort Bliss) в Техасі, Вест-Пойнті в Нью-Йорку і Х'юстоні в Техасі.
- 1977 — призначений на посаду доцента кафедри аеродинаміки Військової Академії у Вест-Пойнті. Розробив і читав курси з динаміки рідин, аеродинаміці, льотно-технічними характеристиками повітряних суден, безпеки польотів та управління літальними апаратами. Спроєктував і розробив літаючу лабораторію для оцінки льотно-технічних характеристик.
- Командував ракетними розрахунками в Європі та США.
- 1991 — присвоєно звання підполковника
- 1992 — присвоєно звання полковника
- З 1992 у відставці

Загальний наліт становить понад 3000 годин на 30 типах вертольотів і літаків.

## Космічна діяльність
З 1981 по 1992 рік працював в космічному центрі Джонсона (Johnson Space Center). Під час першого етапу програми Space Shuttle працював пілотом-випробувачем і фахівцем з аеродинаміки в Центрі управління польотом. Під час 5—11 польотів шатлів був головним навігатором в центрі управління.

### Космічна підготовка
- Травень 1984 року — зарахований до загону астронавтів НАСА у складі 10-го набору НАСА як фахівець польоту.
- Липень 1984 року — червень 1985 року — проходження курсу загальної космічної підготовки з отриманням кваліфікації фахівця польоту, призначений у Відділ астронавтів НАСА.
- Листопад 1985 року — призначений в екіпаж шаттла для польоту за програмою міністерства оборони (Department of Defense), але після катастрофи шаттла «Челленджер» Challenger політ був скасований. До відновлення польотів шатлів працював заступником менеджера з технічних питань Відділу програми «Спейс Шаттл» (Shuttle Program Office) в НАСА.
- Вересень 1989 року — жовтень 1990 року — директор аналітичного відділу (Shuttle Processing Analysis) у космічному центрі ім. Кеннеді (Kennedy Space Center).
- Лютий 1988 року — призначений в екіпаж за програмою польоту STS-28.

### Перший політ
С 8 по 13 серпня 1989 року здійснив космічний політ як фахівець на космічному кораблі «Колумбія» STS-28. Став 220 людиною, яка вчинила політ у космос, і 131 з США. Тривалість польоту склала 5 діб 1:00 00 хвилин 53 секунди.

### Підготовка до другого польоту
- Жовтень 1990 — призначений в екіпаж за програмою STS-43.

### Другий політ
З 2 по 11 серпня 1991 року здійснив другий космічний політ як фахівця на космічному кораблі «Атлантіс» (Atlantis) STS-43. Тривалість польоту склала 8 діб 21 години 22 хвилини 25 секунд.

### Подальша підготовка
- Червень 1992 року — пішов із загону астронавтів.

## Громадянська робота
- Липень 1992 року — вересень 1994 року — консультант з питань управління та стратегічного планування пілотованих польотів у корпорації Локхід (Lockheed Corporation).
- З вересня 1994 року — виконавчий віцепрезидент компанії Lockheed Engineering and Science company (підрозділ Lockheed Corporation), потім — президент і головний адміністратор цієї компанії.
- З кінця 1995 року — керівник адміністративної служби фірми United Space Alliance (спільне підприємство Lockeed Martin і Rockwell International Corp.).
- 1999 рік — березень 2001 року — президент корпорації Allied Signal Technical Services Corporation. Зберіг свій пост і після злиття з фірмою Honeywell. Пішов з поста в березні 2001 року.
- Нині працює в консультативній раді при адміністраторі НАСА.

## Нагороди
- Два Авіаційних хреста «За видатні заслуги» (Distinguished Flying Cross),
- 18 (вісімнадцять) медалей «За повітряні операції» (Air Medal)
- медаль Міністерства оборони США «За відмінну службу» (Defense Superior Service Medal)
- медаль Міністерства оборони США «За похвальну службу» (Defense Meritorious Service Medal)
- Медаль «За похвальну службу» (Meritorious Service Medal)
- Дві медалі Армії США «За заслуги» (Army Commendation Medal)
- Медаль «Бронзова зірка» (Bronze Star).
- Медаллю НАСА «За виняткові заслуги» (NASA Exceptional Service Medal)
- Дві медалі НАСА «За космічний політ» (NASA Space Flight Medal).

## Особисте життя
Дружина — Еллен Адамсон (Ellen Adamson), у них троє дітей. Захоплюється лижами, бігом на довгі дистанції, туризмом, полюванням, риболовлею. Любить працювати з деревом, досвідчений слюсар і збройовий майстер.

## Публікації
Автор 11 публікацій за методиками льотних випробувань і аеродинаміці.